# عملیات سایکلون
عملیات سایکلون نام رمز برنامه آژانس اطلاعات مرکزی ایالات متحده (CIA) برای تسلیح و تأمین مالی مجاهدین افغان در افغانستان از ۱۹۷۹ تا ۱۹۸۹، قبل و در حین مداخله نظامی اتحاد جماهیر شوروی در حمایت از دولت وابسته به شوروی یعنی جمهوری دموکراتیک افغانستان بود. MI6 نیز طی این مدت، با انجام اقدامات مخفیانه‌ای به حمایت از مجاهدین می‌پرداخت. این برنامه عمدتاً معطوف به حمایت از گروه‌های پیکارجوی اسلامی بود، از جمله گروه‌های دارای پیوندهای جهادی که مورد حمایت رژیم محمد ضیاءالحق در کشور همسایه یعنی پاکستان بودند و از سایر گروه‌های مقاومت افغان که چندان ایدئولوژیک نبودند پشتیبانی نمی‌کرد.
عملیات سایکلون یکی از طولانی‌ترین و پرهزینه‌ترین عملیات‌های مخفیانه در تاریخ سیا است. تأمین منابع مالی این عملیات با تخصیص ۶۹۵ هزار دلار در سال ۱۹۷۹ رسماً شروع شد. در سال ۱۹۸۰ این مبلغ به سالانه ۲۰ تا ۳۰ میلیون دلار افزایش یافت به نحوی که تا سال ۱۹۸۷ به سالیانه ۶۳۰ میلیون دلار رسیده بود که «بزرگترین پیشکش به شورشیان جهان سوم» خوانده می‌شود. تأمین منابع مالی (هرچند با کاهش) پس از عقب‌نشینی شوروی از افغانستان در ۱۹۸۹ ادامه یافت زیرا مجاهدین کماکان در حال جنگ با نیروهای ارتش رئیس‌جمهور محمد نجیب‌الله طی دوران جنگ داخلی افغانستان (۱۹۸۹ تا ۱۹۹۲) بودند.

## زمینه
کمونیست‌های تحت رهبری نورمحمد تره‌کی در ۲۷ آوریل ۱۹۷۸ قدرت را در افغانستان تصاحب کردند. رژیم جدید که بین فرقه افراطی خلق به رهبری تره‌کی و فرقه اعتدالی‌تر پرچم تقسیم شده بود، در دسامبر آن سال یک معاهده مودت با شوروی امضا کرد. تلاش‌های تره‌کی برای ارتقای آموزش سکولار و توزیع مجدد اراضی کشور همراه بود با اعدام‌های دسته‌جمعی (از جمله اعدام بسیاری از رهبران مذهبی محافظه‌کار) و سرکوب سیاسی بی‌سابقه در تاریخ افغانستان، که آتش قیام را در میان مجاهدین شورشی شعله‌ور کرد.
در پی قیام عمومی در آوریل ۱۹۷۹، تره‌کی در سپتامبر همان سال توسط رقیب خود در جناح خلق، حفیظ الله امین، از قدرت برکنار شد. امین از سوی ناظران خارجی یک «سایکوپث بی‌رحم» تلقی می‌شد؛ به‌خصوص شوروی از بی‌رحمی شدید دولت امین احساس خطر می‌کرد و مظنون بود که او عامل سازمان اطلاعات مرکزی آمریکا (CIA) است، هرچند که اینطور نبود.
در اواسط دهه ۱۹۷۰، مقامات اطلاعاتی پاکستان شروع به لابی خصوصی با آمریکا و متحدانش برای ارسال کمک‌های مادی به شورشیان اسلام‌گرا کردند. پیوندهای رئیس‌جمهور پاکستان، محمد ضیاءالحق، با ایالات متحده طی دوران ریاست‌جمهوری جیمی کارتر به دلیل برنامه هسته‌ای پاکستان و اعدام ذوالفقار علی بوتو در آوریل ۱۹۷۹، رو به تیرگی گذاشته بود اما کارتر در ژانویه ۱۹۷۹ به زبیگنیو برژینسکی (مشاور امنیت ملی) و سایروس ونس (وزیر خارجه) گفته بود که با توجه به انقلاب ۱۳۵۷ در ایران، «ترمیم روابط ما با پاکستان» اهمیت بالایی دارد.
به گفته رابرت گیتس، مقام سابق سیا، «دولت کارتر به سیا رو آورد… برای مقابله با تهاجم شوروی و کوبا در جهان سوم، که به ویژه در اواسط سال ۱۹۷۹ آغاز شده بود». در مارس ۱۹۷۹، «سیا چند گزینه برای اقدام مخفیانه درخصوص افغانستان را به اس.سی. سی (کمیته هماهنگی ویژه) در شورای امنیت ملی ایالات متحده فرستاد. در جلسه‌ای به تاریخ ۳۰ مارس، نماینده وزارت دفاع ایالات متحده، والتر اسلوکومب «پرسید که آیا زنده نگاه داشتن شورش در افغانستان، و کشاندن شوروی به درون یک باتلاق ویتنامی ارزشی دارد؟» وقتی از اسلوکومب خواستند منظورش از این سخن را روشن کند، پاسخ داد: «خب، منظورم این بود که اگر شوروی تصمیم می‌گرفت به این عرصه دردسرساز (افغانستان) حمله کند، نفع ما در این بود که مطمئن شویم آنجا گیر می‌افتند». اما یکی از مقامات اطلاعات ملی به نام آرنولد هورلیک در یادداشتی مورخ ۵ آوریل هشدار داد که «اقدام مخفیانه، هزینه را برای شوروی بالا خواهد برد و افکار عمومی مسلمانان را در بسیاری از کشورها علیه آنها شعله‌ور خواهد ساخت. این خطر وجود داشت که برنامه کمک چشمگیر و مخفیانه از سوی ایالات متحده ریسک کار را بالا ببرد و شوروی را به سمت مداخله‌ای مستقیم‌تر و شدیدتر از آنچه که قصدش را داشت، بکشاند.»
در مه ۱۹۷۹، مقامات آمریکا از طریق رابط‌های حکومت پاکستان، دیدارهای مخفیانه با رهبران شورشی افغانستان را آغاز کردند. یک مقام سابق ارتش پاکستان ادعا کرده که او در این ماه، شخصاً یک مأمور سیا را به گلبدین حکمتیار معرفی کرده‌است (درخواست‌های مبتنی بر قانون آزادی اطلاعات برای دسترسی به اسناد حاوی جزئیات این دیدارها رد شده‌است). دیدارهای دیگری در ۶ آوریل و ۳ ژوئیه برگزار شدند، و در همان روز دومین دیدار، کارتر سندی را امضا کرد که «به سیا اجازه می‌داد اندکی بیش از ۵۰۰ هزار دلار [برای کمک‌های غیرکشنده به مجاهدین] هزینه کند» که در آن زمان «نقطه شروع کوچکی به نظر می‌رسید».
تا دسامبر ۱۹۷۹، دولت امین کنترل بخش اعظم افغانستان را از دست داده بود و همین امر باعث شد تا اتحاد جماهیر شوروی به این کشور حمله کند، امین را اعدام کرده و ببرک کارمل، رهبر پرچم را به عنوان رئیس‌جمهور منصوب نماید.
زبیگنیف برژینسکی بعدها ادعا کرد که «ما روسی‌ها را مجبور به مداخله نکردیم، بلکه آگاهانه احتمال مداخله آنها را افزایش دادیم». به گفته برژیسنکی، او در اواسط سال ۱۹۷۹ متقاعد شده بود که شوروی بدون توجه به سیاست‌های ایالات متحده می‌خواهد به افغانستان حمله کند و دلیل آن هم کوتاهی دولت کارتر در پاسخ تهاجمی به اقدامات شوروی در آفریقا بوده، اما – با وجود خطر پیامدهای ناخواسته – حمایت از مجاهدین می‌توانست راه مؤثری برای پیشگیری از تهاجم شوروی به کشورهای فراتر از افغانستان (به خصوص کشور خود برژینسکی یعنی لهستان) باشد. اهمیت کامل کمک آمریکا به مجاهدین قبل از حمله مذکور از سوی شوروی، محل بحث بسیاری از صاحب‌نظران است. برخی ادعا می‌کنند که این کار، مستقیماً و حتی عمداً شوروی را به اعزام نیرو به داخل خاک افغانستان تحریک کرده‌است.
با این حال، بروس ریدل معتقد است که کمک‌های آمریکا در وهله نخست به قصد بهبود روابط آمریکا با پاکستان انجام شده، در حالی که استیو کول می‌گوید: «یادداشت‌های آن زمان - به‌خصوص آنهایی که در نخستین روزهای پس از اشغال شوروی نوشته شده‌اند – روشن می‌سازد که هرچند برژینسکی مصمم بوده از طریق اقدام مخفیانه در افغانستان با شوروی مقابله کند لیکن در عین حال نگران پیروزی شوروی بوده‌است… با توجه به این شواهد و هزینه‌های هنگفت سیاسی و امنیتی که اشغال افغانستان بر دولت کارتر تحمیل کرد، هر ادعایی مبنی بر اینکه برژینسکی شوروی را به داخل خاک افغانستان کشانید عمیقا جای تردید دارد». خود کارتر گفته‌است که تشویق شوروی به حمله به افغانستان «قصد من نبود». گیتس می‌گوید «هیچکس در دولت کارتر نمی‌خواست شوروی به افغانستان حمله کند و هیچکس، دست‌کم تا حدی که من می‌توانم به یاد بیاورم، هرگز طرفدار تلاش برای کشاندن آنها به سوی حمله نبود… تنها پس از حمله شوروی بود که برخی طرفدار «گرفتار کردن» شوروی در ویتنام خودش شدند.»
کارتر از حمله دسامبر ۱۹۷۹ ابراز تعجب کرد. به گفته ریدل، اجماع جامعه اطلاعاتی ایالات متحده طی سال‌های ۱۹۷۸ و ۱۹۷۹ - که تا ۲۹ سپتامبر ۱۹۷۹ نیز تکرار می‌شد - این بود که «حتی اگر احتمال فروپاشی دولت خلق در میان باشد هم مسکو با نیروهای خود مداخله نخواهد کرد.» خاطرات کارتر از نوامبر ۱۹۷۹ تا حمله شوروی در اواخر دسامبر هم تنها شامل دو اشاره کوتاه به افغانستان و عمدتاً معطوف به بحران گروگانگیری در ایران است.
در غرب، حمله شوروی به افغانستان تهدیدی برای امنیت جهانی و عرضه نفت از خلیج فارس تلقی می‌شد. علاوه بر این، عدم پیش‌بینی دقیق مقاصد شوروی باعث شد مقامات آمریکایی تهدید شوروی علیه ایران و پاکستان را مورد ارزیابی مجدد قرار بدهند، اگرچه اکنون مشخص شده‌است که این ترس‌ها بیش از حد بزرگ شده بودند. به عنوان مثال، نهادهای اطلاعاتی ایالات متحده تمرین‌های شوروی برای حمله به ایران را در سال ۱۹۸۰ از نزدیک دنبال می‌کردند، در حالی که هشدار قبلی برژینسکی مبنی بر اینکه "اگر شوروی بر افغانستان مسلط شود، می‌تواند بلوچستانجدیدی را ایجاد کرده… [و بدین نحو] پاکستان و ایران را تجزیه کند» ضرورت جدیدی به خود گرفت.
در پی حمله، کارتر مصمم بود که قاطعانه پاسخ بدهد. او در یک سخنرانی تلویزیونی، وضع تحریم‌هایی علیه شوروی را اعلام کرد، وعده کمک مجدد به پاکستان را داد، و آمریکا را متعهد به دفاع از خلیج فارس نمود. کارتر همچنین خواستار بایکوت المپیک تابستانی ۱۹۸۰ در مسکو شد که جنجال تلخی برانگیخت. مارگارت تاچر، نخست‌وزیر بریتانیا، حمایت پرشوری از موضع سرسختانه کارتر نشان داد اگرچه نهادهای اطلاعاتی بریتانیا معتقد بودند که «سیا تهدید شوروی نسبت به پاکستان را بیش از آنچه لازم است جنجالی کرده."
گیتس گفته‌است که استنسفیلد ترنر (مدیر اطلاعات مرکزی و اداره عملیات سیا) «چندین گزینه افزایشی» - شامل تأمین مستقیم تسلیحات از ایالات متحده به مجاهدین از طریق ISI - را در اواخر اوت ۱۹۷۹ در نظر داشته، و یکی از دستیاران برژینسکی که نامش فاش نشده نیز در گفگو با سلیگ اس. هریسون تأیید کرده که کمک‌های ظاهراً «غیرکشنده» ایالات متحده به مجاهدین، شامل تسهیل حمل سلاح توسط اشخاص ثالث بوده‌است. اما کول، هریسون، ریدل، و رئیس بخش خاور نزدیک-جنوب آسیا در آن زمان - چارلز کوگان - همگی می‌گویند که تا قبل از ژانویه ۱۹۸۰، هیچ سلاحی که توسط ایالات متحده برای رسیدن به دست مجاهدین تأمین شده باشد وارد پاکستان نشده. کارتر در اواخر دسامبر ۱۹۷۹ دستور پیشین خود را اصلاح کرد و مقرر نمود که کمک به مجاهدین می‌تواند شامل اقلام کشنده نیز باشد.
محور سیاست ایالات متحده در طول جنگ، در اوایل سال ۱۹۸۰ از سوی کارتر تعیین شد: کارتر برنامه‌ای برای مسلح‌کردن مجاهدین از طریق ISI پاکستان را آغاز کرد و از عربستان سعودی تعهد گرفت که به اندازه ایالات متحده برای این منظور بودجه اختصاص بدهد. حمایت ایالات متحده از مجاهدین در زمان جانشین کارتر، رونالد ریگان، با هزینه نهایی ۳ میلیارد دلار برای مالیات‌دهندگان آمریکایی، سرعت گرفت. تصمیم به هدایت کمک‌های ایالات متحده از مجرای پاکستان، منجر به کلاهبرداری‌های گسترده‌ای شد زیرا اغلب سلاح‌های ارسالی به کراچی، به جای رسیدن به دست شورشیان افغانستان، در بازارهای داخلی پاکستان فروخته می‌شد. کراچی خیلی زود به «یکی از خشن‌ترین شهرهای جهان» تبدیل شد. اینکه کمک‌ها به دست کدام دسته از شورشیان برسد نیز تحت کنترل پاکستان بود: از هفت گروه مجاهدین مورد حمایت دولت ضیاء، چهار گروه هوادار عقاید بنیادگرایانه اسلامی بودند - و بخش عمده منابع مالی به دست این بنیادگرایان رسید. با وجود این، کارتر از تصمیم خود مبنی بر حمایت از کسانی که او کماکان آنها را «مبارزان آزادی» در افغانستان می‌خواند، ابراز تاسف نکرده‌است.

## برنامه

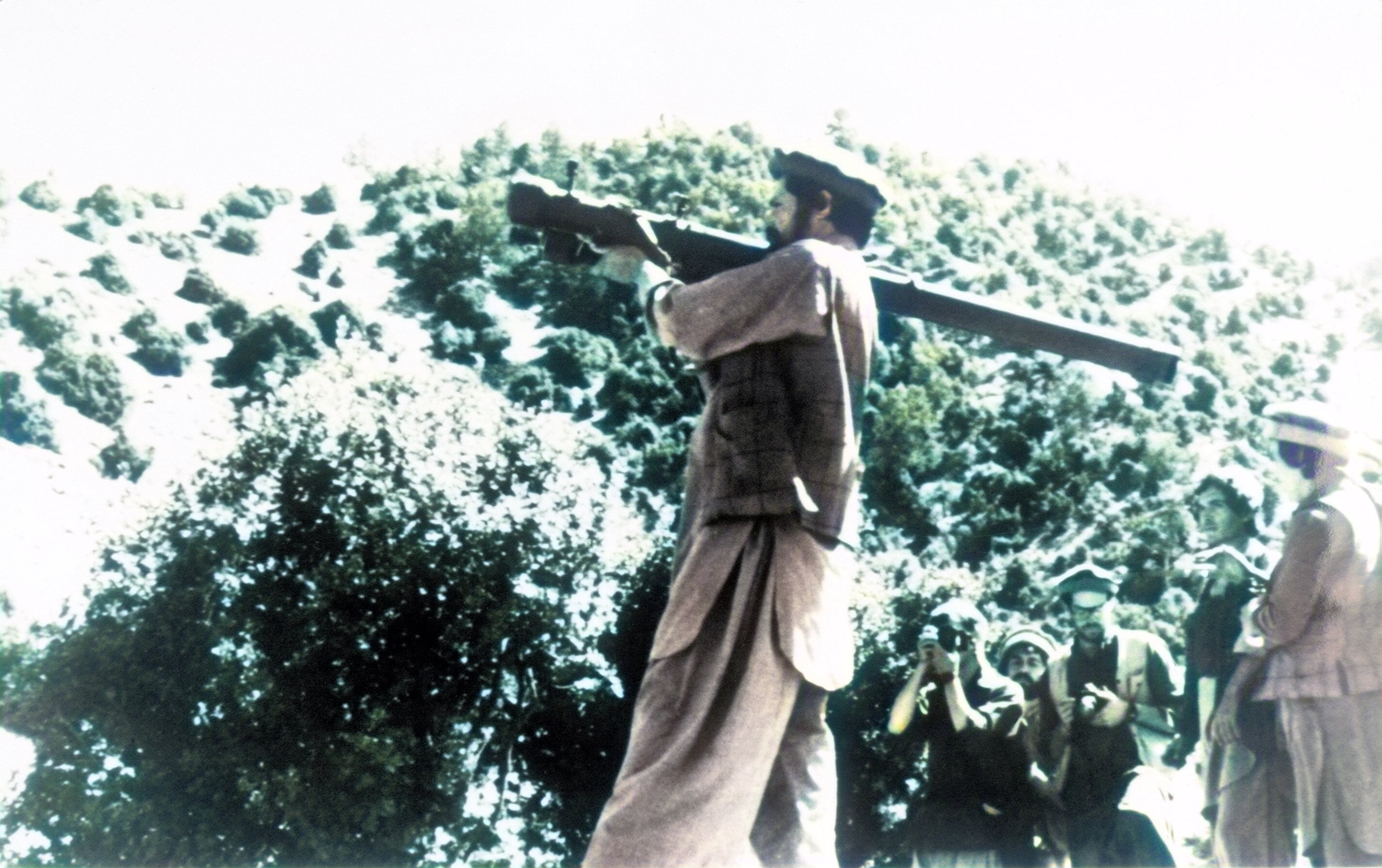
سال ۱۹۸۸ - یکی از جنگجویان مقاومت مجاهدین، سلاح SA-7 را شلیک می‌کند.

حامیان اصلی برنامه اولیه چارلی ویلسون (نماینده کنگره تگزاس)؛ مایکل جی ویکرز (افسر جوان شبه‌نظامی سیا)؛ و گوست آوراکوتوس (رئیس منطقه‌ای سیا) بودند که فرد اخیر رابطه نزدیکی با ویلسون داشت. استراتژی آنها تأمین ترکیب وسیعی از تسلیحات، تاکتیک‌ها و تدارکات به همراه برنامه‌های آموزشی بود تا توانایی شورشیان در جنگ چریکی علیه شوروی را افزایش دهد. در ابتدا، برای جلوگیری از افشای دخالت ایالات متحده، این برنامه فقط تسلیحات ساخت شوروی را در اختیار شورشی‌ها می‌گذاشت. این برنامه با حمایت مخفیانه اسرائیل ممکن شد که محموله‌های عظیمی از تسلیحات ساخت شوروی را در جنگ یوم کیپور توقیف کرده بود و حاضر شد آنها را به صورت زیرزمینی به سیا بفروشد، و همچنین با کمک مصر که اخیراً ارتش خود را با تسلیحات خریداری‌شده از کشورهای غربی مدرنیزه کرده و تسلیحات قدیمی‌تر ساخت شوروی خود را به دست مجاهدین رسانده بود. پس از سال ۱۹۸۵، در حالی که دولت ریگان اعلام کرد از جنبش‌های مقاومت ضدشوروی در جهان حمایت می‌کند (آنچه امروز به دکترین ریگان معروف است)، دیگر نیازی به پنهان‌کردن منشأ تسلیحات نبود. مایکل پیلزبری (مقام ارشد پنتاگون) از تأمین تسلیحات ساخت آمریکا (از جمله تعداد زیادی موشک استینگر) به مقاومت افغان‌ها با موفقیت حمایت کرد.
توزیع تسلیحات به شدت متکی به رئیس‌جمهور پاکستان، محمد ضیاءالحق بود که با چارلی ویلسون (نماینده کنگره آمریکا) رابطه شخصی داشت. سازمان اطلاعات نظامی پاکستان در رژیم ضیاءالحق، واسطهٔ توزیع منابع مالی، عبور تسلیحات، آموزش نظامی و حمایت مالی از گروه‌های مقاومت افغان بود. در کنار تأمین مالی از طریف برنامه‌های مشابه از MI6 و سرویس هوایی ویژه بریتانیا، عربستان سعودی و چین، سازمان اطلاعات نظامی پاکستان بین سال‌های ۱۹۷۸ تا ۱۹۹۲ بیش از ۱۰۰ هزار شورشی را مسلح کرد و تمرین داد. آنها داوطلبان کشورهای عربی را تشویق می‌کردند تا در مبارزه با نیروهای شوروی مستقر در افغانستان به مقاومت افغانستان بپیوندند.
MI6 از یکی از گروه‌های تندرو اسلامی به فرماندهی احمدشاه مسعود حمایت می‌کرد که از نظر آنها مبارزی اثرگذار بود. علیرغم تردیدهای سیا دربارهٔ مسعود، او تبدیل به متحد کلیدی MI6 شد؛ MI6 سالانه هیئتی مرکب از دو نفر از مقامات خود و چند مربی نظامی را نزد مسعود و رزمندگان وی می‌فرستاد. اغلب تسلیحاتی که به صورت مخفیانه داده شد، Lee Enfieldsهای قدیمی ارتش بریتانیا بود که برخی از آنها از ذخایر ارتش هندوستان خریداری شده بود و در میان گروه‌های مقاومت افغان محبوبیت یافت. مین‌های لمپت، مواد منفجره، بی‌سیم، اطلاعات و حدود ۵۰ لانچر موشک بلوپایپ با ۳۰۰ موشک برای نیروهای مقاومت افغان فرستاده شد. در همین حین، سرویس هوایی ویژه بریتانیا نیز در داخل و خارج افغانستان، آموزش‌های بسیار مهمی به نیروهای مقاومت می‌داد.

گزارش‌ها نشان می‌دهند که پرسنل غیرنظامی وزارت امور خارجه ایالات متحده و سیا طی این مدت اغلب به منطقه مرزی افغانستان-پاکستان سر می‌زدند، و ایالات متحده در کمک به مهاجران افغان سخاوتمندانه مشارکت داشته‌است. ویلیام کیسی، رئیس سیا، بارها مخفیانه به پاکستان سفر کرد تا با مقامات سازمان اطلاعات نظامی پاکستانکه مجاهدین را مدیریت می‌کردند دیدار کند و از تمرین‌های چریکی دست‌کم یک نوبت بازدید به عمل آورد. کول گزارش می‌دهد که:
کیسی میزبانان پاکستانی خود را با این پیشنهاد که جنگ افغانستان را به درون خاک دشمن - به خود اتحاد جماهیر شوروی - ببرند، شگفت‌زده کرد. کیسی می‌خواست تبلیغات خرابکارانه را از طریق افغانستان به جمهوری‌های جنوبی مسلمان اتحاد جماهیر شوروی بفرستد. به گفته مقامات پاکستانی و غربی، پاکستانی‌ها با این پیشنهاد موافقت کردند و سیا به زودی هزاران قرآن و همچنین کتاب‌هایی دربارهٔ جنایات شوروی در ازبکستان و کتاب‌هایی دربارهٔ قهرمانان تاریخی ناسیونالیسم ازبک تأمین کرد.
یک نقطه دیگر در تماس مستقیم دولت ایالات متحده و مجاهدین وقتی بود که سیا حکمتیار را با هواپیما به ایالات متحده برد و آنجا زلمی خلیل‌زاد، مقام وزارت خارجه، از وی میزبانی کرد. حکمتیار برای ملاقات با ریگان رئیس‌جمهور دعوت شد اما نپذیرفت و در کنفرانس کاخ سفید با مجاهدین در اکتبر ۱۹۸۵، یونس خالص جایگزین وی شد و او از ریگان علناً دعوت کرد تا به دین اسلام مشرف شود. هاوارد هارت، رئیس پایگاه سیا در اسلام‌آباد، رابطه‌ای شخصی با عبدالحق برقرار کرد که جانشین هارت، ویلیام پیکنی نیز این رابطه را ادامه داد و منجر به ملاقات افغان‌ها با ریگان و تاچر شد.ریچارد آرمیتاژ معاون وزیر دفاع ایالات متحده، مرتباً با مجاهدین به‌ویژه برهان‌الدین ربانی ملاقات می‌کرد. همچنین معلوم شده‌است که مأموران سیا به‌طور مستقیم به جلال‌الدین حقانی پول نقد داده‌اند.
موشک ضدهوایی Stinger ساخت ایالات متحده، که از سال ۱۹۸۶ به تعداد بسیار زیاد در اختیار مجاهدین قرار گرفت، ضربه قاطعی به تلاش‌های نظامی شوروی وارد کرد، زیرا به افغان‌های دارای تسلیحات سبک اجازه می‌داد تا در مقابل فرود هلیکوپترهای شوروی در مناطق استراتژیک، دفاع مؤثری داشته باشند. استینگرها چنان معروف و مرگبار بودند که در دهه ۱۹۹۰، ایالات متحده برنامه «بازپس‌گیری» این تسلیحات را به اجرا گذاشت تا اجازه ندهد موشک‌های استفاده‌نشده به دست تروریست‌های ضدآمریکایی بیفتد. این برنامه ممکن است پس از مداخله ایالات متحده در افغانستان در اواخر سال ۲۰۰۱ به‌صورت مخفیانه تمدید شده باشد، زیرا آمریکا می‌ترسید که استینگرهای باقیمانده علیه نیروهای آمریکایی در این کشور استفاده شود.
برنامه ریگان به پایان اشغال افغانستان به دست شوروی، کمک کرد و شوروی نتوانست شورشیان را سرکوب کند. در ۲۰ ژوئیه ۱۹۸۷، عقب‌نشینی نیروهای شوروی از خاک افغانستان اعلام شد و آخرین سربازان شوروی در ۱۵ فوریه ۱۹۸۹ افغانستان را ترک کردند. عقب‌نشینی شوروی از افغانستان در تسریع فروپاشی خود شوروی نیز مؤثر بود.

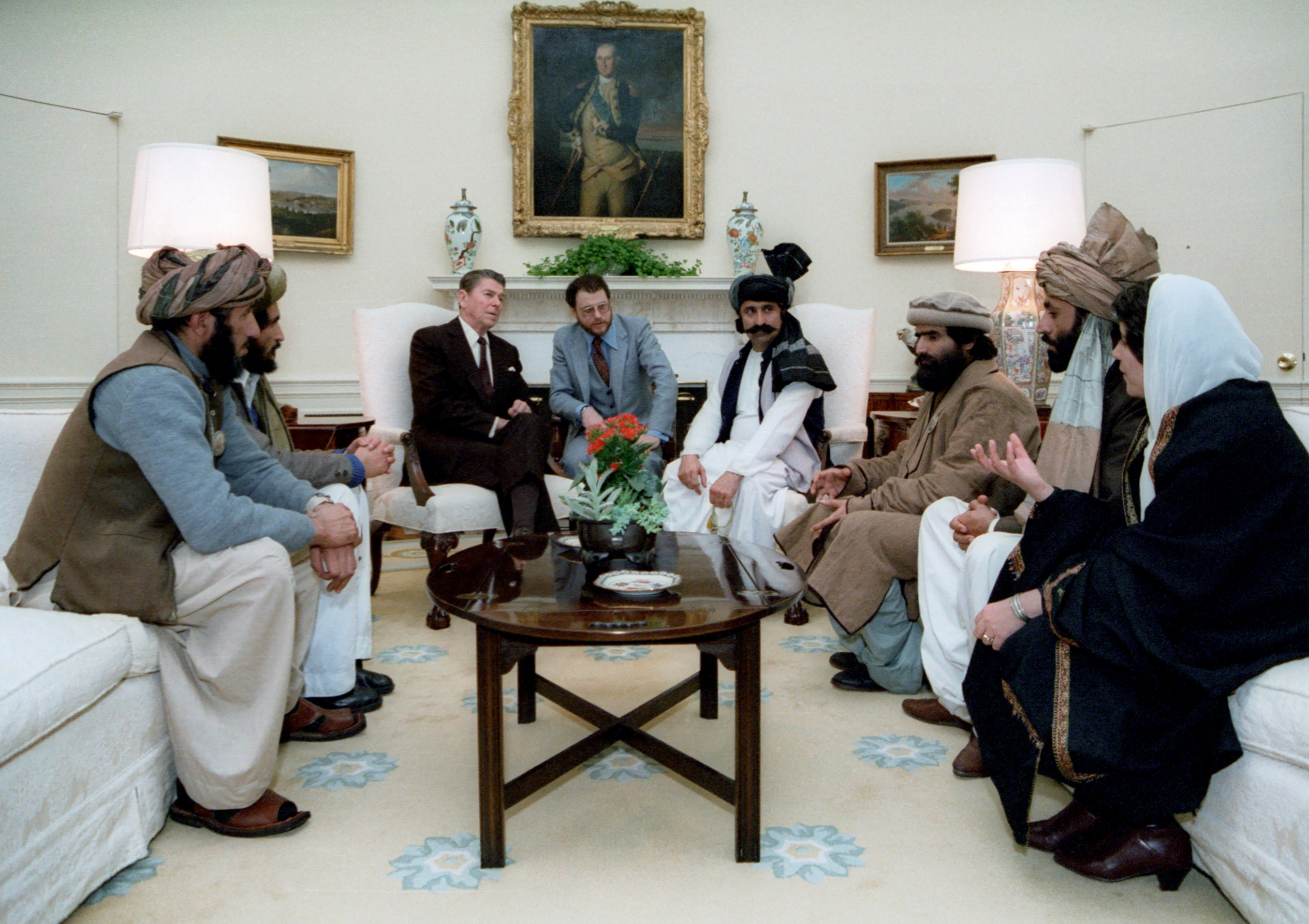
دیدار رئیس جمهور ریگان با رهبران مجاهدین افغان در سال ۱۹۸۳